# 불모지 신화
불모지 신화(Wasteland)는 켈트 신화에서 나타나는 모티프다. 대략적으로 어떤 땅이 저주를 받아서 척박지가 되어 버리고, 영웅이 그것을 해결한다는 구조로 되어 있다. 아일랜드 신화와 프랑스 성배 로망스, 웨일스 신화의 마비노기온 등에서 나타난다.